# Jean Plumet
Jean Léon Plumet, né le 13 juin 1871 à Mâcon où il est mort le 11 février 1939, est un peintre et dessinateur français.

## Biographie
Jean Plumet compose en 1901 L'Assiette au beurre intitulé « Au bagne », album légendé par Jacques Dhur. Il collabore également durant les années 1900 aux périodiques humoristiques tels que Le Frou-frou, Pêle-mêle et Le Rire.
Il a été membre de la délégation de la Société nationale des beaux-arts de 1901 à 1905.
Il expose des aquarelles au Salon des indépendants de 1915 et son style est rattaché au courant postimpressionniste. En 1919, il expose au Salon de la Société des beaux-arts de Lyon.
Il est le frère de Paul Plumet (actif au XXe siècle), décorateur et styliste chez Paul Poiret.

## Collections publiques
- Mâcon, musée des Ursulines :
  - Les Parisiennes, 1919, pastel, 100 × 96 cm[5] ;
  - Village sous la neige, 1923, huile sur toile, 53 × 63 cm[6] ;
  - Paysage Mâconnais, aquarelle, 32 × 39,5 cm[7] ;
  - Paysage Mâconnais, aquarelle, 26,3 × 35 cm[8] ;
  - Pensées, aquarelle, 42 × 35 cm[9].
- Paris :
  - Bibliothèque nationale de France : Au Nouveau Cirque, encre et aquarelle, 46,5 × 32 cm[10].
  - préfecture de police : Matinée d'été, vers 1918, huile sur toile, 100 × 80 cm[11].
- Puteaux, ministère de l'Écologie, du Développement durable et de l'Énergie : Au bord de l'eau, vers 1917, huile sur toile, 75 × 85 cm[12], localisation actuelle inconnue[13].
- Troyes, musée des Beaux-Arts : Les Bords du Loing, huile sur toile, 46 × 55 cm[14].